# Bolesław Wnuk
Bolesław Wnuk (ur. 1 listopada 1893 w Wysokiem, zm. 29 czerwca 1940 w Rurach Jezuickich) – poseł na Sejm Rzeczypospolitej Polskiej, działacz samorządowy i społeczny, członek Rady Związku Powiatów Rzeczypospolitej Polskiej w 1933 roku.

## Życiorys
Urodził się w rodzinie Piotra, młynarza, i Katarzyny. Miał brata Jakuba, który zginął w Katyniu, i trzy siostry. Jako najstarszy syn, po śmierci ojca w roku 1914 przejął gospodarstwo. Jeszcze przed I wojną światową zaangażował się w ruch niepodległościowy. W rodzinnej miejscowości i okolicy utworzył Polską Organizację Wojskową, której przewodził. W 1920 roku brał udział w walkach przeciwko bolszewikom. W czasie wojny nawoływał również włościan do wstępowania w szeregi wojska polskiego. W roku 1926 został wójtem Gminy Wysokie. Do 1928 roku był członkiem PSL „Wyzwolenie”. Po przewrocie majowym współtworzył BBWR, następnie działał w OZN. Zasiadał w Sejmie V kadencji (1938–1939) z ramienia OZN.
Podczas II wojny światowej zadenuncjowany przez ukraińskich nacjonalistów, w październiku 1939 roku został aresztowany przez gestapo i osadzony w więzieniu na Okrzei w Zamościu, następnie w Rotundzie Zamojskiej i wreszcie w styczniu 1940 roku na Zamku w Lublinie. Zginął 29 czerwca 1940 roku w masowej egzekucji w Rurach Jezuickich – dziś część Lublina.

## Rodzina
Od 1932 roku był mężem Natalii, z którą miał troje dzieci: Izabelę, Urszulę i Grzegorza. Jego wnukiem jest polski historyk – Rafał Wnuk.

## Ordery i odznaczenia
- Złoty Krzyż Zasługi (8 lipca 1929)[5]
- Brązowy Krzyż Zasługi (12 stycznia 1928)[6]